# Dipteryx odorata
Dipteryx odorata es un árbol de la familia Fabaceae, su semilla es el haba tonka, cumaruna, cumarú, cumbarú, sarrapia, tagua.

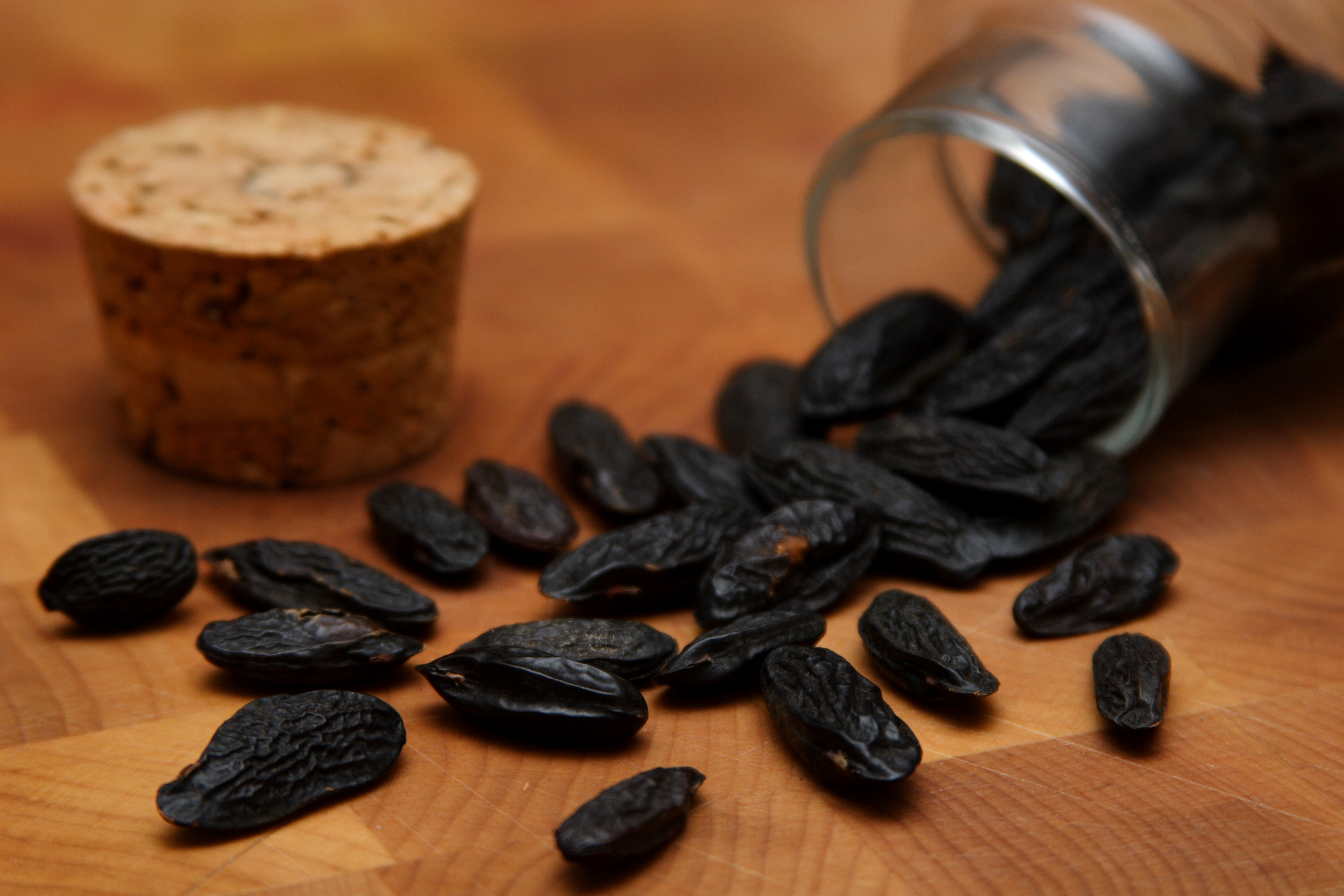
Frutos

## Distribución
Es natural de la zona tropical de América, en especial Bolivia, Brasil, Colombia, Guayana, Perú y Venezuela.

## Descripción
Los frutos del árbol contienen una sola semilla que mide 3-4 cm de largo por 1 cm de ancho, es de color negro y arrugado. Tiene una agradable fragancia que evoca la vainilla, la almendra, la canela y el clavo.

## Propiedades
- Se ha utilizado como sustituto de la vainilla, así como en perfumería.
- Contiene cumarina que es un anticoagulante y a grandes dosis puede ser mortal,  como muchas otras especias. Por ello la normativa europea impone límites a su presencia en ciertos alimentos,[1] incluso incorporada a través de especias como el haba tonka o la canela cassia.
- Se ha usado como tónico cardíaco, aunque está en desuso por ser tóxico.[2]

## Taxonomía
Dipteryx odorata fue descrita por (Aubl.) Willd. y publicado en Species Plantarum. Editio quarta 3(2): 910. 1802.
Sinonimia
- Coumarouna micrantha (Harms) Ducke[5]
- Coumarouna odorata Aubl.
- Coumarouna tetraphylla (Benth.) Aubl.
- Dipteryx tetraphylla Benth.[6]